# Camille Spire
Pour les articles homonymes, voir Spire.
Le docteur Camille-Joseph Spire (Lunéville, 3 juillet 1871 - Paris, 4 octobre 1932) est un médecin français.
Il est l'auteur d'un livret d'environ 30 pages intitulé conseils d'hygiène aux coloniaux en partance pour l'Indochine, publié en 1923, et de divers articles dans la dépêche coloniale d'Indochine française.

## Biographie
Le docteur Spire commence sa carrière en Oubangui, en 1896. En février 1898, après deux ans dans le Haut Oubangui, il est en poste à Bangui, remplacé en juillet par le docteur Briand. Arrivé à Libreville, il décide de poursuivre son séjour en Oubangui. En 1899, il fait partie, comme médecin, de la mission Fourneau et Fondère, chargée d’étudier un projet de chemin de fer reliant la Sangha à la côte atlantique, puis en 1899-1900 de la mission Gendron, chargée des relevés topographiques dans la Sangha.
En 1900, il est en Asie, en mission en rapport avec le caoutchouc, visitant ainsi Bornéo, Java, Sumatra,  l’Australie, la Calédonie, les Philippines, l’Inde et, même le  Laos.
En 1902, il retrouve le docteur Briand – qui l’avait remplacé à Bangui en 1898 – en Indo-Chine. Les deux hommes  sont heureux de se retrouver, ils visitent ensemble l'Exposition d'Hanoi 1902. Le docteur Spire songe cependant à revenir au Congo. Il est nommé chevalier de la Légion d'honneur en 1918. Il devient membre de la société botanique de France en 1905.

## Ouvrages
- “Notes médicales sur le Haut-Oubangui”, A.H.M.C. , pp .334-345, 1899.
- « Rapport géologique sur les régions comprises entre la Sangha et l’Atlantique » p. 1382, Revue coloniale, 1900
- « Contribution à l’étude de la flore du Congo français », Journal d’agriculture pratique des pays chauds. p. 191, sept. oct. 1901
- « Rapport médical de la mission Fourneau », A.H.M.C., pp. 353-379, 1902.
- Le Caoutchouc en Indo-Chine : étude botanique industrielle et commerciale, 1906
- « Conseils aux Africains pour vivre vieux en Afrique », Union Coloniale française, Paris, 1922
- Conseils d'hygiène aux coloniaux en partance pour l'Indochine, 1923
- Guide de thérapeutique coloniale, 1926